# براين ديكون
براين ديكون (بالإنجليزية: Brian Deacon)‏ هو ممثل بريطاني معروف بتأديه دور يسوع في فيلم يسوع عام 1979، والذي أنتجته المنظمة الإنجيلية مشروع فيلم يسوع. اختير براين للدور من بين 900 ممثل تم اختبارهم على الشاشة من قبل المنتج جون هيمان. كما مثل في مسلسل الثعبان المتريش في سنة (1976، 1978) ومثل في فلم الزيد و الصفران في سنة 1985.

## حياته الشخصية
ولد في يوم 13 فبراير 1949 في مدينة أوكسفورد في المملكة المتحدة، ودرس في مسرح أوكسفورد للشباب وقد تزوج مرتين المرة الأولى كانت من رولا لينسكا (1977-1987) وأنجب منها ابنة وهي لارا ديكون، والمرة الثانية تزوج من ناتالي بلوتش منذ سنة 1998.

## أعماله
- الأوصياء، حلقة "النهج المنطقي" (1971)
- الصدى الثلاثي (1972)
- الحب والسيد لويشام (1972) مسلسل تلفزيونى
- مسرح ثلاثين دقيقة، حلقة" سكاربورو " (1972)
- مسرح ليلة الأحد، حلقة "النظرة الأولى" (1972)
- منزل كامل، مسلسل تلفزيوني حلقة 25 نوفمبر 1972
- العين العامة، حلقة " إنه امتياز المرأة "(1973)
- مصاصي الدماء (1974)
- القبلة (1974)
- فتاة جيدة (مسلسل تلفزيونى)[5]
- شعب تشرشل، حلقة "الجزيرة المفقودة" (1975)
- المهاجرون، حلقات "فرص للأطفال" (1976)، "إنديفور" (1976)، "13000 ميل" (1976) "حلم الحرية" (1976)
- مركز اللعب، الحلقة 1 "المخاطرة بها" (1977)
- الثعبان المتريش (1976-1978) مسلسل تلفزيونى
- ليلي، حلقات "السيدة لانجتري" (1978)، "جيرسي ليلي" (1978)، "هيلين الجديدة" (1978)، "بيرتي" (1978)، "دعهم يقولون" (1978)، "أمير البحار" (1978) "الذهاب على المسرح" (1978)
- يسوع (1980)
- وسائل الإعلام الجديدة الكتاب المقدس: سفر التكوين (1980)
- قفزة في الظلام، حلقة "يراقبني، يراقبك" (1980)
- نسخة نيللي (1983) فيلم تلفزيوني
- الجزء الأول من الملك هنري السادس (1983) فيلم تلفزيوني
- الجزء الثاني من الملك هنري السادس (1983) فيلم تلفزيوني
- الجزء الثالث من الملك هنري السادس (1983) فيلم تلفزيوني
- ريتشارد الثالث (1983) فيلم تلفزيوني
- جداول منفصلة (1983) فيلم تلفزيوني
- بيت المطرقة من الغموض والتشويق، حلقة "وانهار الجدار" (1984)
- السيد بالفري من وستمنستر، حلقة " التحرر من الشوق "(1985)
- منزل كئيب (1985) مسلسل تلفزيونى
- زيد & اثنين من نوتس (1985)
- الشاشة الثانية، حلقة "سلوك غير لائق" (1987)
- إيميرديل، الحلقة 1.1724 1.1725 (1992)
- الأخطاء (مسلسل تلفزيوني)، حلقة "أسفل بين الموتى" (1995)
- قصة يسوع للأطفال (2000) فيديو منزلي فقط
- حرب النجوم: فرسان الجمهورية القديمة الثانية - اللوردات السيث (2004) لعبة فيديو (صوت)
- الأطباء،
- سيفيل (2009) لعبة فيديو (صوت)
- الإسقاط (2012)
- ليلة الأرنب (2013) لعبة فيديو (صوت)

ملصق فيلم يسوع

- مخطئ (2013)

## روابط خارجية
- براين ديكون على موقع IMDb (الإنجليزية)
- براين ديكون على موقع ألو سيني (الفرنسية)
- براين ديكون على موقع تيرنر كلاسيك موفيز (الإنجليزية)
- براين ديكون على موقع أول موفي (الإنجليزية)
- براين ديكون على موقع قاعدة بيانات الأفلام السويدية (السويدية)
- براين ديكون على موقع قاعدة بيانات الفيلم (الإنجليزية)
- براين ديكون على موقع كينوبويسك (الروسية)